# Seconda crociata
La seconda crociata (1147-1150) fu la seconda più imponente spedizione crociata, successiva a quella del 1096, condotta dall'Europa contro l'Islam. Fu la diretta conseguenza della caduta della contea di Edessa avvenuta nel dicembre del 1144, per opera dell'atabeg Zengī (arabo ʿImād al-Dīn Zengī) di Aleppo e Mawṣil - che, con la città anatolico-mesopotamica di Ḥarrān, erano i centri più significativi della regione che gli Arabi chiamavano Giazira (letteralmente "l'isola") - solo nominalmente dipendente dai Selgiuchidi e, ancor più simbolicamente, dal Califfo abbaside. La contea di Edessa venne creata nel 1098 durante la prima crociata (1096-1099) dal futuro re Baldovino di Boulogne come primo Stato crociato, che sarà in seguito anche il primo a cadere.
La seconda crociata fu annunciata dal papa Eugenio III e fu la prima a essere guidata da regnanti europei, ovvero Luigi VII di Francia e Corrado III di Svevia, coadiuvati da numerosi altri nobili. Gli eserciti dei due re marciarono separatamente per tutta l'Europa e, dopo avere attraversato il territorio bizantino in Anatolia, vennero entrambi sconfitti dai turchi Selgiuchidi. La principale fonte storiografica cristiana occidentale, rappresentata dalle cronache di Oddone di Deuil, e le fonti cristiane siriache, raccontano che l'imperatore bizantino Manuele I Comneno avrebbe operato segretamente per ostacolare l'avanzata dei Crociati, in particolare durante il loro passaggio in Anatolia, dove (secondo tali fonti) avrebbero deliberatamente suggerito ai Turchi di attaccarli. Luigi VII e Corrado III, con i resti dei loro eserciti in rotta, raggiunsero Gerusalemme e, nel 1148, si lanciarono in uno sconsiderato attacco e un non riuscito assedio a Damasco. La crociata si concluse così con il completo fallimento dei cristiani e con il rafforzamento dei musulmani, un epilogo che contribuì all'assedio di Gerusalemme, che avvenne circa quarant'anni più tardi (1187), e alla conseguente proclamazione della terza crociata alla fine del XII secolo.
L'unico successo cristiano arrivato nel contesto della seconda crociata, ma non organicamente legato a essa, si ebbe da un esercito di 13000 confratelli Fiamminghi, Frisoni, Normanni, Inglesi, Scozzesi e Tedeschi che, nel 1147, viaggiando dall'Inghilterra in nave verso la Terra santa, si fermarono ad aiutare il piccolo esercito (circa settemila soldati) portoghese nella conquista di Lisbona riuscendo a espellere i suoi abitanti musulmani che occupavano le aree definite poi portoghesi da più di 400 anni (711).

## Il contesto: la caduta di Edessa

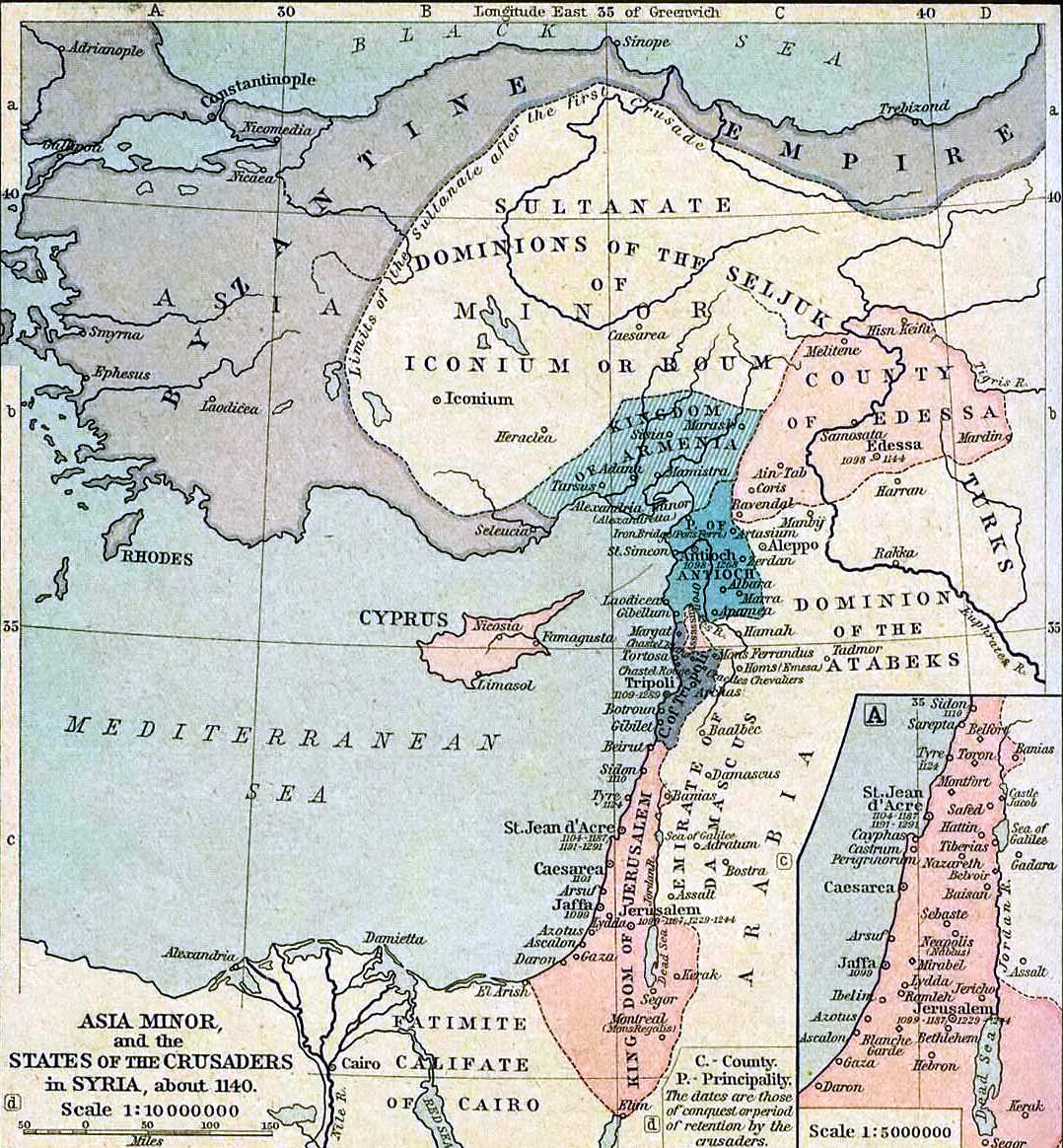
La caduta di Edessa, visibile sulla destra di questa mappa (1140 circa), fu la causa scatenante della seconda crociata

Dopo la prima crociata e la crociata del 1101, vi erano tre Stati crociati a oriente: il Regno di Gerusalemme, il Principato di Antiochia e la contea di Edessa. Una quarta, la contea di Tripoli, venne fondata nel 1109. Edessa era la più settentrionale di queste e anche la più debole e meno popolata. In quanto tale, fu oggetto di frequenti attacchi provenienti dagli Stati musulmani circostanti, governati dagli Urtuqidi, dai Danishmendidi e dai turchi Selgiuchidi. Il conte Baldovino II e il futuro conte Joscelin I vennero catturati dopo la loro sconfitta nella battaglia di Harran del 1104. Baldovino e Joscelin vennero entrambi presi una seconda volta nel 1122, e anche se Edessa recuperò un po' di forza dopo la battaglia di Azaz del 1125, Joscelin venne ucciso in combattimento nel 1131. Il suo successore Joscelin II fu costretto a un'alleanza con l'Impero bizantino, ma nel 1143 morirono sia l'imperatore di Costantinopoli Giovanni II Comneno sia il re di Gerusalemme Folco V d'Angiò. Joscelin, inoltre, litigò con il conte di Tripoli e il principe di Antiochia, lasciando Edessa senza alleati.
Nel frattempo ʿImād al-Dīn Zangī, Atabeg di Mawṣil, aveva aggiunto nel 1128 Aleppo ai suoi possedimenti, una città contesa tra i governanti di Mawṣil e Damasco per la sua posizione strategica riguardo alla Siria. Sia Zangī sia re Baldovino II rivolsero le loro mire verso Damasco; Baldovino venne sconfitto fuori della grande città nel 1129. Damasco, governata dalla dinastia buride, si alleò con il re Folco V quando Zangī tentò invano di assediarla e al contempo si assicurò il controllo di Baalbek nel 1139, massacrandone la guarnigione. L'alleanza venne negoziata a Gerusalemme nel 1140 dall'emiro, diplomatico e cronista Usama ibn Munqidh, che aveva già avuto in passato occasione di negoziare con i franchi.
Alla fine del 1144 Joscelin II si alleò con gli Urtuqidi e lasciò Edessa, portandosi dietro quasi tutto il suo esercito con lo scopo di sostenere l'esercito urtuqide contro Aleppo. Zangī, cercando di trarre vantaggio dalla morte di Folco V avvenuta nel 1143, si affrettò a nord per assediare Edessa che capitolò dopo un mese, il 24 dicembre 1144. Manasse di Hierges, Philippe de Milly e altri, furono mandati da Gerusalemme per fornire assistenza alla città ma vi giunsero in ritardo. Joscelin II continuò a governare i resti della contea da Turbessel, ma un po' alla volta anche il resto del territorio fu conquistato dai musulmani o venduto ai Bizantini. Zangī venne elogiato in tutto l'islam come "difensore della fede" e al-Malik al-Mansur ovvero "il re vittorioso". Egli non proseguì, come i cristiani temettero, nell'attacco sul restante territorio di Edessa, o verso il Principato di Antiochia. Gli eventi a Mosul lo costrinsero a tornare a casa, e ancora una volta pose le sue attenzioni verso Damasco. Tuttavia venne assassinato da un suo schiavo nel 1146 e gli succedette ad Aleppo il figlio Norandino.

### Quantum praedecessores
La notizia della caduta di Edessa arrivò in Europa all'inizio del 1145 raccontata dai pellegrini e, in seguito, dalle "ambasciate" di Antiochia, Gerusalemme e Armenia. Il vescovo Ugo di Gabala informò il papa Eugenio III il quale, il 1º dicembre dello stesso anno, promulgò la bolla Quantum praedecessores, in cui s'invocava una seconda crociata. Ugo parlò al papa anche di un re cristiano orientale su cui si confidava per risollevare le sorti degli Stati crociati: questa fu la prima menzione documentata del Prete Gianni (pare che questi fosse il khan dei Kara Khitay, una popolazione turco-mongola scacciata dalla Cina che era realmente prevalsa sul sultano selgiuchide Ahmed Sanjar nel 1141). Eugenio non controllava Roma ma risiedeva a Viterbo, tuttavia questa nuova crociata ebbe un'organizzazione e un controllo più centralizzato rispetto alla prima. Gli eserciti sarebbero stati guidati dai più potenti re d'Europa e l'itinerario da seguire sarebbe stato previsto in anticipo.
L'iniziale risposta alla nuova bolla fu piuttosto fredda e ci volle la notizia che Luigi VII di Francia avrebbe partecipato alla spedizione per destare un maggior interesse. Luigi VII aveva considerato anche una nuova spedizione indipendente dal Papa che annunciò alla sua corte durante il Natale del 1145 a Bourges. È discusso se Luigi stesse progettando una sua propria crociata o in realtà un pellegrinaggio, in quanto voleva adempiere al voto fatto da suo fratello Filippo, deceduto prematuramente, di recarsi in Terra Santa. È probabile che Luigi abbia preso questa decisione indipendentemente dall'essere stato a conoscenza della bolla Quantum praedecessores. In ogni caso, Sugerio di Saint-Denis e altri nobili non si dimostrarono favorevoli ai piani di Luigi, poiché la Crociata lo avrebbe allontanato dal regno per diversi anni. Luigi si consultò con Bernardo da Chiaravalle, che lo accompagnò dal Papa, il quale appoggiò con entusiasmo l'idea del re sulla Crociata. Una nuova bolla pontificia modificata fu promulgata da Eugenio il 1º marzo 1146 e, rifacendosi all'appello del suo predecessore Urbano II, vi si dichiarò che - sulla scorta del pensiero di Bernardo di Chiaravalle - la perdita di Edessa fosse da imputare solo ai peccati dei cristiani e perciò esortava tutti a combattere contro i nemici di Cristo, in qualsiasi luogo essi si trovassero. Ribadì, inoltre, che i privilegi dei crociati erano l'indulgenza plenaria, la sospensione da eventuali processi in corso, la moratoria sugli interessi dei debiti, la protezione della persona del crociato e dei suoi beni da parte della Chiesa. Inoltre il papa autorizzò Bernardo a predicare la chiamata alla crociata in tutta la Francia.

## San Bernardo di Chiaravalle

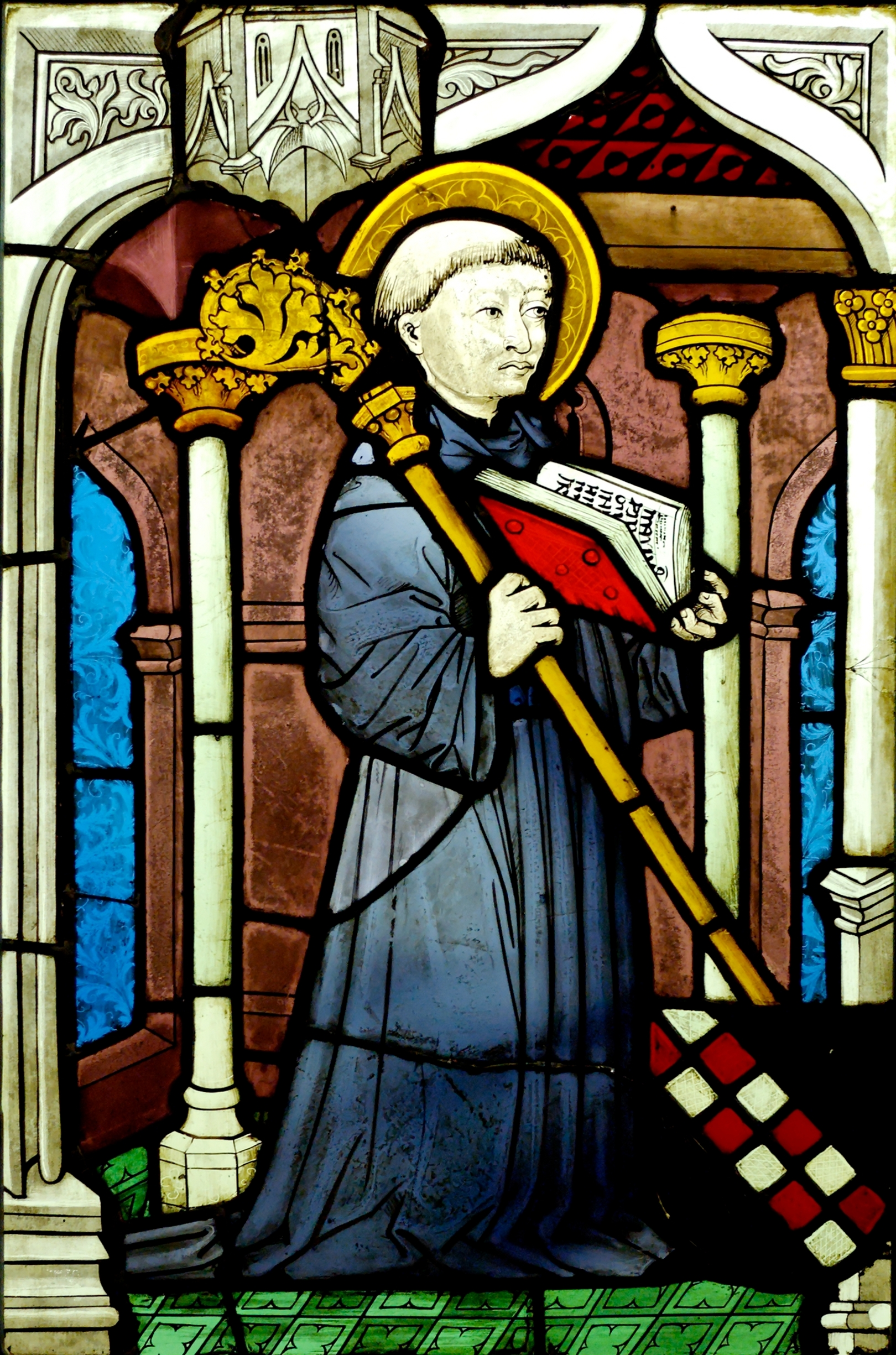
Bernardo di Chiaravalle raffigurato su una vetrata, 1450 circa

Il papa Eugenio III commissionò all'abate Bernardo di Chiaravalle (Bernard de Clairvaux) di predicare la seconda crociata e concesse le medesime indulgenze che il papa Urbano II aveva accordato ai partecipanti della prima crociata. Venne convocata una riunione a Vézelay in Borgogna nel 1146 e Bernardo predicò davanti all'assemblea il 31 marzo. Luigi VII di Francia, la moglie Eleonora d'Aquitania, i principi e i signori presenti si prostrarono ai piedi di Bernardo per ricevere la croce dei pellegrini. Bernardo si recò poi in Germania e i racconti dei miracoli che si moltiplicavano quasi a ogni suo passo, contribuirono indubbiamente al successo della sua missione. A Spira, Corrado III di Svevia e suo nipote, il futuro imperatore del Sacro Romano Impero Federico Barbarossa, ricevettero la croce dalla mano di Bernardo. Il papa Eugenio si recò personalmente in Francia a incoraggiare l'impresa.
Bernardo di Chiaravalle teorizzò, in risposta alla difficoltà per un cristiano di conciliare la guerra non difensiva con la parola di Dio, la teoria del malicidio: chi uccide un uomo intrinsecamente cattivo, quale è chi si oppone a Cristo, non uccide in realtà un uomo, ma il Male che è in lui; dunque egli non è un omicida bensì un malicida. Questa giustificazione, in risposta a un espresso quesito dei cavalieri templari, non assunse tuttavia il carattere di giustificazione generalizzata di quella che fu, in effetti, una campagna per la riconquista di Edessa.
Bernardo non era per natura né un bigotto né un persecutore. Come nella prima crociata la predicazione inavvertitamente comportò attacchi agli ebrei: un fanatico monaco francese, chiamato Rodolfo (o Raoul), probabilmente fu l'ispiratore dei massacri degli ebrei nella Renania, di Colonia, di Magonza, di Worms e di Spira, sostenendo che gli ebrei non contribuissero finanziariamente al salvataggio della Terra Santa. Bernardo, l'arcivescovo di Colonia e l'arcivescovo di Magonza furono fortemente contrari a queste persecuzioni tanto che lo stesso Bernardo viaggiò dalle Fiandre verso la Germania per affrontare le violenze e calmare le folle. Bernardo trovò poi Rodolfo a Magonza e riuscì a farlo confinare nel suo monastero.

## Crociata dei Venedi
Quando fu indetta la seconda crociata, molti tedeschi del sud si offrirono come volontari per partire alla volta della Terra Santa, mentre i sassoni del nord si rivelarono più riluttanti. Essi, in occasione della dieta di Francoforte del 13 marzo 1147, parlarono a Bernardo della loro intenzione di combattere contro gli slavi dell'Elba (Venedi o Vendi), popolazioni pagane stanziate fra i fiumi Elba, Trave e Oder, prevalentemente nel territorio dell'attuale Meclemburgo-Pomerania Anteriore e in quelli circostanti. Tale richiesta venne accolta favorevolmente e il papa Eugenio emise il 13 aprile una bolla papale conosciuta come divina dispensatione in cui si affermò che non ci sarebbero state differenze, in termini di ricompense spirituali, tra i diversi crociati. Coloro che si offrirono volontariamente alla crociata contro i Venedi furono principalmente i principi sassoni, danesi e polacchi, anche se ve furono alcuni provenienti dalla Boemia. Il legato papale, Anselmo da Havelberg, venne posto al comando generale mentre la campagna venne guidata dalle casate sassoni degli Ascanidi, dei Wettin e degli Schauenburgers.
Dopo avere espulso gli Obodriti (un sottogruppo della stirpe slava dei Venedi) dal territorio cristiano, i crociati puntarono sul forte di Dobin am See e a quello di Demmin. Le forze che attaccano Dobin furono quelle dei danesi Canuto V e Sweyn III, l'arcivescovo di Brema Adalberto II e il duca Enrico il Leone di Sassonia. L'esercito di quest'ultimo si ritirò dopo che il capo pagano, Niklot, accettò che fosse battezzata la guarnigione di Dobin.
A seguito del mancato successo nell'assediato di Demmin, un contingente di crociati venne inviato ad attaccare la Pomerania. Essi fecero il loro arrivo nella città cristiana di Stettino dove incontrarono il vescovo Adalberto di Pomerania e il principe Ratibor I di Pomerania e quindi si dispersero. Secondo la predicazione di Bernardo di Chiaravalle, l'obiettivo della crociata era quello di combattere gli slavi pagani «fino al momento in cui, con l'aiuto di Dio, saranno convertiti o spazzati via».
Tuttavia la crociata non riuscì a raggiungere l'obbiettivo di convertire la maggior parte dei Venedi. Inizialmente i sassoni ottennero profondi cambiamenti a Dobin, tuttavia quando gli eserciti cristiani si ritirarono, gli slavi tornarono alle loro precedenti credenze pagane. Alberto di Pomerania ha spiegato: «Se erano venuti per rafforzare la fede cristiana... avrebbero dovuto farlo con le prediche, non con le armi».
Alla fine della crociata, la campagna di Meclemburgo e di Pomerania fu saccheggiata e spopolata con notevoli spargimenti di sangue, in particolare dovuti all'azione delle truppe comandate da Enrico il Leone. Gli slavi autoctoni persero anche gran parte delle loro infrastrutture produttive, comportando una loro limitata capacità di resistenza per il futuro.

## Reconquistae presa di Lisbona

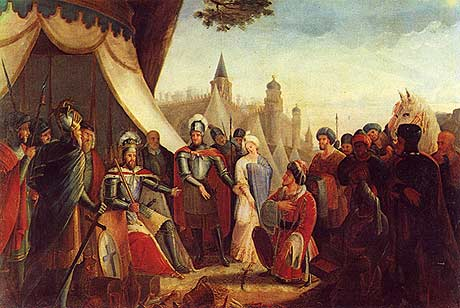
L'assedio di Lisbona in un dipinto di Joaquim Rodrigues Braga (1840)

Nella primavera del 1147 il papa autorizzò l'espansione della crociata nella Penisola iberica nel contesto della cosiddetta Reconquista. Inoltre autorizzò Alfonso VII di León e Castiglia ad assimilare le sue campagne contro i Mori con il resto della seconda crociata. Nel maggio dello stesso anno i primi contingenti di crociati partirono da Dartmouth, in Inghilterra, alla volta della Terra Santa. Il 16 giugno, le cattive condizioni meteorologiche costrinsero le navi ad approdare sulla costa portoghese, più precisamente nella città settentrionale di Porto, con la convinzione che lì avrebbero incontrato re Alfonso I del Portogallo.
I crociati stipularono un solenne accordo con il re in cui si impegnavano ad aiutarlo ad attaccare Lisbona in cambio della possibilità di saccheggiare i beni della città e di fare proprio il denaro proveniente dai riscatti dei prigionieri. L'assedio di Lisbona durò dal 1º luglio al 25 ottobre 1147, quando, dopo quattro mesi i governanti musulmani accettarono di arrendersi, soprattutto per via della carestia che stava mettendo in ginocchio la città. La maggior parte dei crociati decise di stabilirsi a Lisbona, ma altri proseguirono verso la Terra Santa. Molti di quelli che si fermarono, contribuirono poi alla conquista di Santarém, all'inizio dello stesso anno, e successivamente alla presa di Sintra, Almada, Palmela e Setúbal, e vennero autorizzati a stabilirsi definitivamente nelle terre conquistate.
Quasi contemporaneamente, altrove sulla Penisola iberica, Alfonso VII di León, Raimondo Berengario IV di Barcellona e altri nobili condussero un esercito misto di Catalani, Leonesi, Castigliani e crociati francesi contro la ricca città portuale di Almería. Grazie anche al sostegno di una flotta genovese-pisana, la città venne occupata nell'ottobre del 1147.
Raimondo Berengario successivamente invase i Reinos de Taifas degli Almoravidi di Valencia e Murcia. Nel dicembre del 1148, conquistò Tortosa dopo un assedio di cinque mesi grazie all'aiuto dei crociati francesi, anglo-normanni e genovesi. L'anno successivo, Fraga, Lleida e Mequinenza, città poste nella confluenza dei fiumi Segre ed Ebro, caddero al suo esercito.

## Forze in campo

### Eserciti musulmani

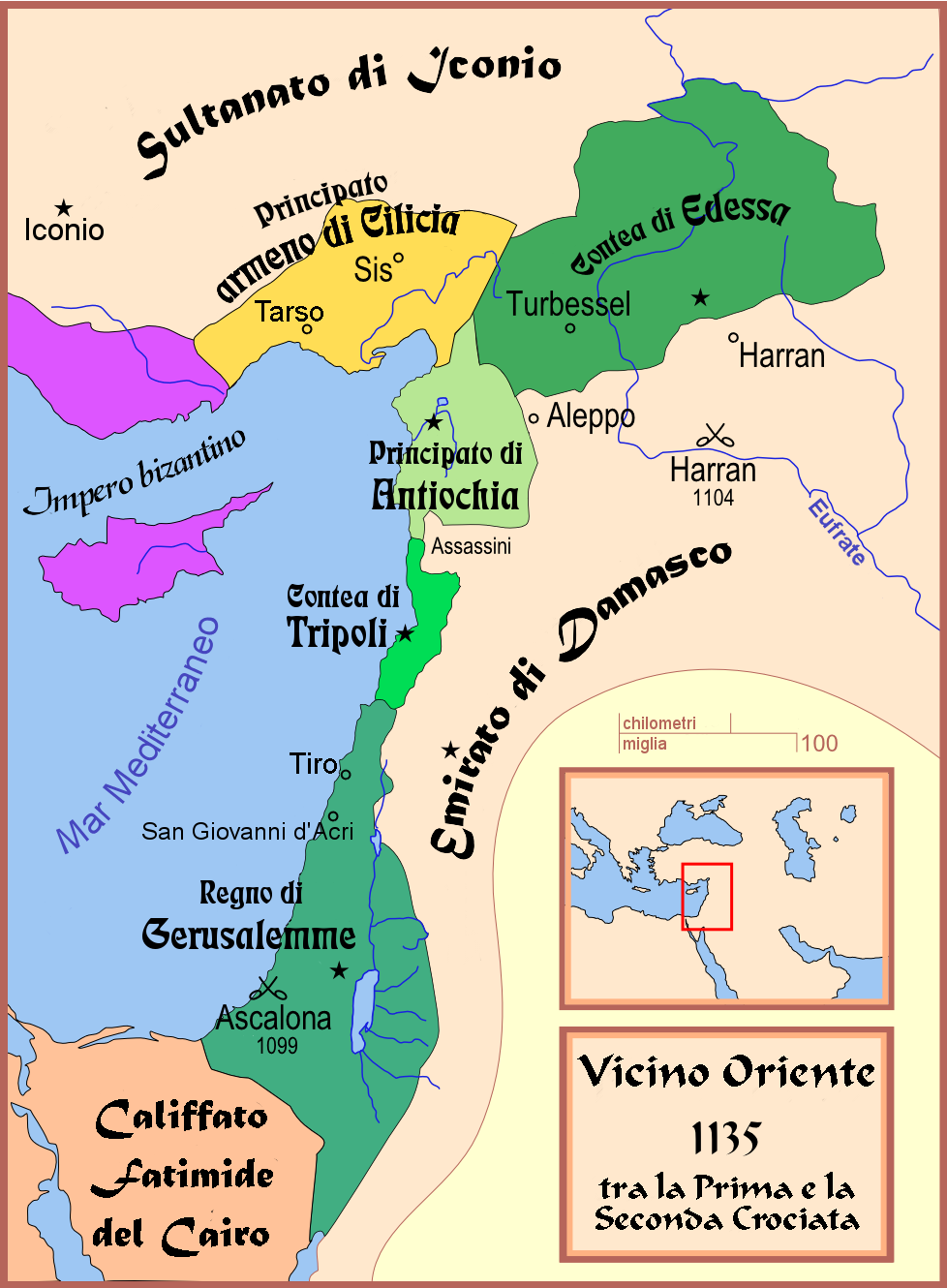
Il Vicino Oriente nel 1135. Gli Stati crociati sono contrassegnati da una croce rossa.

In questo periodo le forze islamiche erano composte da piccoli corpi di truppe professionali che, in occasione della guerra, vennero ingranditi da volontari e soldati esperti. Il più grande degli Stati musulmani dell'epoca, il sultanato selgiuchide che governava su gran parte dei territori appartenenti ai moderni Stati della Turchia, dell'Iran e dell'Iraq, vantava circa diecimila soldati a tempo pieno. Il numero di truppe disponibili per gli Stati siriani era molto più piccolo. Il nucleo delle truppe professionali erano i ghilmān (pl. di ghulām), ossia mamelucchi addestrati alla guerra sin dall'infanzia. Il costo dell'educazione e dell'addestramento di un mamelucco era di circa trenta dīnār (a titolo di confronto, un buon cavallo in Siria poteva costare circa cento dīnār).
Per compensare il loro scarso numero, gli Stati musulmani cercarono di privilegiare la qualità. I soldati professionisti appartenenti agli Stati musulmani, solitamente turchi, tendevano a essere molto ben addestrati ed equipaggiati. Il sistema militare islamico era il sistema dell'Iqtaʿ', una concessione non ereditabile di un feudo, utile a provvedere a un certo numero di truppe per ogni distretto. In caso di guerra le milizie dette aḥdath, con sede nelle città sotto il comando del raʾīs (capo) e solitamente di etnia araba, venivano chiamate per aumentare il numero delle truppe. La milizia aḥdath, anche se meno ben addestrata rispetto alle truppe regolari turche, si dimostrava spesso fortemente motivata da motivi religiosi, in particolare sul concetto di jihād. Un ulteriore sostegno veniva dai Selgiuchidi turchi e dagli ausiliari curdi, che avrebbero potuto essere mobilitati in tempo di guerra; tuttavia queste forze erano inclini a una certa indisciplina.
Il principale comandante islamico era il buride Muʿīn al-Dīn Onor, l'atabeg di Damasco tra il 1138 e il 1149. Lo storico David Nicolle ha descritto Unur come un generale capace e diplomatico, noto anche come patrono delle arti. Poiché la dinastia dei Buridi fu sostituita nel 1154 dalla dinastia dei Zengidi, il ruolo di Onur nella controffensiva alla Seconda Crociata venne in gran parte sminuito dagli storici e dai cronisti fedeli agli Zangidi, che dettero maggior risalto al rivale di Onor, ‘Imād al-Dīn Zangī, atabeg di Aleppo.

### Eserciti crociati
A differenza di quello che avvenne nella prima crociata, vi avevano aderito due importanti sovrani e non più semplici nobili di maggiore o minor caratura; si poteva infatti contare sul re germanico Corrado III di Svevia (che in realtà non fu mai incoronato come Imperatore) e sull'omologo francese capetingio Luigi VII di Francia, con il loro seguito di mogli e cortigiani.
Il contingente tedesco comprendeva circa duemila cavalieri mentre quello francese circa settecento provenienti dai domini reali a cui si aggiunsero alcuni nobili. Il Regno di Gerusalemme poteva mettere in campo circa cinquecentocinquanta cavalieri e seimila fanti. Sia i contingenti francesi sia quelli tedeschi potevano disporre di un numeroso seguito, la maggior parte del quale non sopravvisse alla crociata. Come notò il monaco Oddone di Deuil, «i deboli e gli indifesi sono sempre un onere per i loro comandanti e una fonte di preda per i loro nemici».
I cavalieri francesi preferivano combattere a cavallo, mentre i cavalieri tedeschi erano più inclini al combattimento a piedi. Lo storico bizantino Giovanni Cinnamo scrisse: I francesi sono particolarmente abili nel cavalcare in buon ordine e attaccare con la lancia e la loro cavalleria supera quella tedesca in velocità. I tedeschi, tuttavia, sono in grado di combattere a piedi meglio dei francesi ed eccellono nell'utilizzo della grande spada».
Corrado III era considerato un cavaliere coraggioso, sebbene spesso descritto come indeciso nei momenti più critici. Luigi VII era un devoto cristiano con un lato sensibile, spesso attaccato da contemporanei come Bernardo di Chiaravalle, poiché mostrava più interesse verso sua moglie Eleonora d'Aquitania che verso la guerra o le faccende politiche.

## Crociata in Oriente
Dopo che Zangi fu assassinato da un suo schiavo, Joscelin II cercò di riprendere Edessa ma trovò l'opposizione delle forze di Norandino che lo sconfissero nel novembre 1146. Il 16 febbraio 1147, i crociati francesi si incontrarono a Étampes per discutere sul loro itinerario. I tedeschi avevano già deciso di viaggiare via terra attraverso l'Ungheria, poiché la rotta attraverso il mare era politicamente impraticabile per via dell'inimicizia tra Ruggero II di Sicilia e Corrado III. Molti dei nobili francesi diffidarono anche della via di terra che li avrebbe condotti attraverso l'impero bizantino in cui persisteva la cattiva reputazione sui partecipanti della prima crociata. Ciononostante, venne deciso di seguire Corrado e di partire il 15 giugno. Ruggero II si offese e si rifiutò di partecipare ulteriormente alla spedizione. In Francia, l'abate Sugerio di Saint-Denis e il conte Guglielmo II di Nevers vennero eletti come reggenti mentre il re sarebbe stato in crociata. In Germania, Adamo di Ebrach si dedicò a un'altra predicazione e Ottone di Frisinga prese la croce. I tedeschi decisero così di aggregarsi alla crociata per Pasqua, ma poi non partirono fino a maggio.

### Viaggio dei tedeschi
L'esercito crociato tedesco, accompagnato dal legato pontificio e dal cardinale Teodovino, programmò di incontrarsi con i francesi a Costantinopoli. Ottocaro III di Stiria si unì a Corrado a Vienna e la nemica di Corrado, Géza II d'Ungheria, gli permise di attraversare i suoi possedimenti senza problemi. Quando i crociati tedeschi, forti di ventimila uomini, arrivarono nel territorio bizantino, l'imperatore Manuele I Comneno temette di essere attaccato e truppe bizantine furono inviate per assicurarsi che ciò non avvenisse. Vi fu una breve schermaglia con alcuni dei soldati tedeschi più indisciplinati nei pressi di Filippopoli e Adrianopoli, dove il generale bizantino Proschè si scontrò con il nipote di Corrado, il futuro imperatore Federico I Barbarossa. A rendere le cose più difficili, all'inizio di settembre alcuni dei soldati tedeschi rimasero uccisi a causa di un'alluvione. Il 10 settembre, tuttavia, fecero finalmente il loro arrivo a Costantinopoli, dove i rapporti con Manuele si dimostrarono freddi, sfociando in una battaglia, che convinse i tedeschi ad attraversare l'Asia Minore il più rapidamente possibile.
Così Corrado decise di non aspettare i francesi e marciò verso Iconio, capitale del Sultanato Selgiudiche di Rum. Gran parte dell'autorità dell'Impero bizantino nelle province occidentali dell'Asia Minore era più nominale che reale, con la maggioranze delle province che erano terra di nessuno controllate dai nomadi turchi. Corrado sottovalutò la durata della marcia verso l'Anatolia e suppose che l'autorità dell'imperatore Manuele fosse maggiore rispetto a quella di fatto. Per questo egli portò con sé solo i cavalieri e le migliori truppe a seguire la strada battuta, mentre inviò gli aiutanti di campo, guidati da Ottone di Frisinga, a seguire la strada costiera. La divisione guidata dal re venne quasi totalmente distrutta il 25 ottobre 1147 nella seconda battaglia di Dorylaeum.
In questa battaglia i turchi utilizzarono la loro tipica tattica di fingere di ritirarsi e poi tornare ad attaccare la cavalleria tedesca che si era separata dall'esercito principale per inseguirli. Corrado iniziò, dunque, un lento ritiro da Costantinopoli costeggiato da molestie quotidiane da parte dei turchi, che attaccarono i disertori e distrussero la retroguardia. Anche Corrado venne ferito in uno scontro con loro. L'altra divisione, guidata dal fratellastro del re, il vescovo Ottone di Frisinga, aveva marciato verso sud fino alla costa mediterranea, dove venne surclassata all'inizio del 1148. Gli uomini guidati da Ottone si ritrovarono con scarse vettovaglie e Manuele si era rifiutato di rifornirli. Mentre raggiungevano i pressi di Laodicea, subirono un'imboscata da parte dei turchi Selgiuchidi, il 16 novembre 1147. La maggior parte dei crociati di Ottone cadde in battaglia o venne catturata e venduta come schiavi.

### Viaggio dei francesi

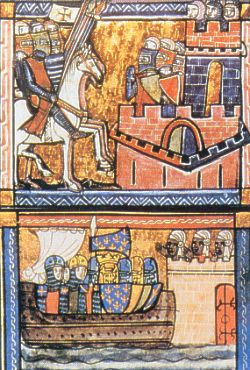
Luigi VII di Francia

I crociati francesi partirono da Metz nel giugno del 1147, guidati da Luigi VII, Teodorico di Alsazia, Rinaldo I, conte di Bar, Amedeo III di Savoia e suo fratellastro Guglielmo V del Monferrato, Guglielmo VII di Alvernia e altri, insieme agli eserciti provenienti dalla Lorena, Bretagna, Borgogna e Aquitania. Un contingente proveniente dalla Provenza, guidato da Alfonso di Tolosa, scelse di aspettare fino ad agosto e di attraversare il mare. A Worms Luigi si unì con i crociati provenienti dalla Normandia e dall'Inghilterra.
Fin dai primi negoziati tra Luigi e Manuele I quest'ultimo interruppe la sua campagna militare contro il Sultanato Selgiuchide di Rum, firmando una tregua con il suo nemico, il sultano Mas'ud I. In questo modo Manuele sarebbe stato libero di concentrarsi sulla difesa del proprio impero dai crociati, i quali si erano guadagnati la non felice reputazione di essere stati protagonisti di tradimenti e furti durante la crociata precedente e quindi vennero ampiamente sospettati di avere sinistre intenzioni nei confronti di Costantinopoli. Tuttavia, i rapporti di Manuele con l'esercito francese si rivelarono migliori rispetto a quelli con i tedeschi e Luigi trascorse un periodo felice a Costantinopoli. Alcuni francesi si sentirono oltraggiati dalla tregua di Manuele con i Selgiuchidi e chiesero di costituire un'alleanza per attaccare Costantinopoli a Ruggero II di Sicilia, un sovrano con forti ambizioni espansionistiche, ma furono distolti da queste intenzioni da Luigi.

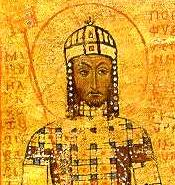
L'imperatore Manuele I Comneno

Quando gli eserciti di Savoia, di Alvernia e di Monferrato si unirono a Luigi presso Costantinopoli, dopo avere percorso l'Italia e passando da Brindisi a Durazzo, l'intero esercito attraversò il Bosforo in Asia Minore. I greci furono incoraggiati dalle voci che riportavano la falsa notizia della conquista di Iconio da parte dei tedeschi, ma Manuele rifiutò di fornire qualsiasi truppa bizantina a Luigi. L'impero di Bisanzio era appena stato invaso da Ruggero II di Sicilia e tutto l'esercito di Manuele fu stanziato nel Peloponneso. Sia i tedeschi sia i francesi, dunque, entrarono in Asia senza alcun aiuto bizantino, differentemente da quello che era successo agli eserciti della prima crociata. Come fece anche il nonno Alessio I Comneno, Manuele chiese ai francesi di giurare che avrebbero consegnato all'Impero alcuni dei territori conquistati.
I francesi incontrarono i resti dell'esercito di Corrado a Lopadion e questi ultimi si unirono a Luigi. I due eserciti seguirono l'itinerario di Ottone di Frisinga avvicinandosi alla costa mediterranea e arrivarono a Efeso nel mese di dicembre, dove si accorsero che i turchi erano in procinto di attaccarli. Inoltre, Manuele mandò ambasciatori a lamentarsi dei saccheggi che le truppe di Luigi compirono lungo il tragitto e quindi non vi fu alcuna garanzia che i Bizantini sarebbero corsi in loro aiuto contro i turchi. Nel frattempo, Corrado si ammalò e fece ritorno a Costantinopoli, dove Manuele lo accolse personalmente e Luigi, senza prestare attenzione agli avvertimenti circa l'imminente attacco turco, marciò da Efeso con i sopravvissuti francesi e tedeschi. I turchi aspettarono il momento migliore per attaccare, ma poi vennero sconfitti nella battaglia di Efeso. I transalpini, dunque, si batterono con successo in occasione di un altro agguato turco nei pressi del fiume Meandro.
Giunsero a Laodicea al Lico, all'inizio del gennaio del 1148, circa nello stesso periodo in cui l'esercito di Ottone di Frisinga veniva distrutto nella stessa zona. Riprendendo la marcia, l'avanguardia guidata da Amedeo di Savoia si separò dal resto dell'esercito presso il monte Cadmus e le truppe di Luigi subirono pesanti perdite a causa degli attacchi dei turchi. Lo stesso Luigi, secondo Oddone di Deuil, salito su una roccia fu ignorato dai turchi che non lo riconobbero. I turchi non si preoccuparono di attaccare ulteriormente e i francesi marciarono verso Adalia raggiungendola il 19 gennaio, continuamente molestati da lontano dai turchi, che avevano anche bruciato la terra per impedire ai francesi di ricostituire il loro cibo, sia per sé stessi sia per i loro cavalli. Luigi non voleva più continuare a terra, e fu deciso di raccogliere una flotta ad Adalia e navigare per Antiochia. Dopo essere stato ritardato per un mese da tempeste, la maggior parte delle navi promesse non arrivò affatto, anche perché era ben difficile radunare una flotta in un luogo così remoto come le coste in cui si trovavano i francesi, ovvero a sud di Laranda. Luigi e i suoi compagni incolparono i bizantini e sostennero le navi per sé stesse, mentre il resto dell'esercito volle percorrere a piedi la lunga marcia verso Antiochia. Si trattò di una mossa stolta, poiché metà dell'esercito fu completamente distrutto o per mano dei turchi o a causa delle epidemie.

### Viaggio a Gerusalemme

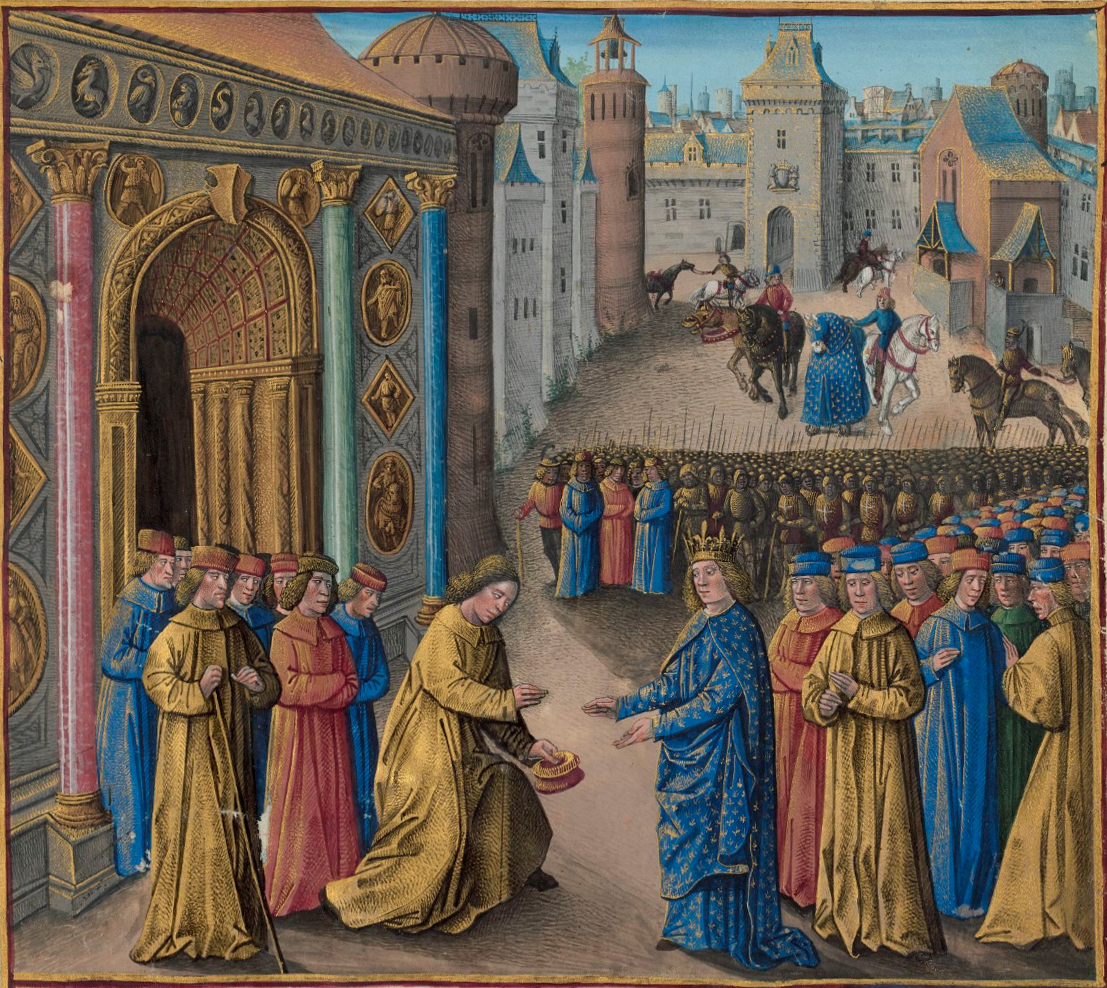
Raimondo di Poitiers accoglie Luigi VII ad Antiochia

Dopo avere ritardato, anche a causa di tempeste, Luigi finalmente giunse ad Antiochia il 19 marzo; Amedeo di Savoia era morto a Cipro durante il viaggio. Qui venne accolto da Raimondo di Poitiers, il quale si aspettava che così avrebbe potuto ricevere aiuto nella difesa contro i turchi e che Luigi lo avrebbe accompagnato in una spedizione contro Aleppo, la città musulmana che costituiva la porta per la via di Edessa. Tuttavia, quando Raimondo e Luigi giunsero sotto le mura della città il re francese esitò, e per mascherare la sua indecisione addusse come pretesto la sua volontà di compiere prima un pellegrinaggio religioso verso Gerusalemme. La regina Eleonora apprezzò il soggiorno presso Antiochia, tuttavia suo zio la esortò ad ampliare i possedimenti familiari e a divorziare da re Luigi se egli si fosse rifiutato di adempiere alla causa militare della crociata. Durante questo periodo circolarono voci riguardo a una relazione tra Raimondo ed Eleonora, una situazione che causò tensioni tra quest'ultima e il re. Così Luigì abbandonò velocemente Antiochia per recarsi a Tripoli, in Libano.
Nel frattempo Ottone di Frisinga e il resto delle sue truppe fecero il loro arrivo a Gerusalemme all'inizio di aprile, seguite subito dopo da Corrado. Fulcherio di Angoulême, patriarca latino di Gerusalemme, fu inviato anche incontro a Luigi per convincerlo a lasciare Tripoli e unirsi a loro. La flotta che sostò a Lisbona giunse anch'essa, così come i Provenzali che si incamminarono dall'Europa sotto la guida di Alfonso Giordano conte di Tolosa. Tuttavia quest'ultimo non riuscì a giungere a Gerusalemme, in quanto morì avvelenato a Caesarea. Nonostante l'obiettivo principale della crociata fosse stata la città di Edessa Baldovino III e i cavalieri templari si dimostrarono più propensi a dirigersi verso Damasco.
In risposta all'arrivo dei crociati, il reggente di Damasco Mu'in al-Din Unur iniziò una febbrile attività preparatoria alla guerra, rafforzando le fortificazioni, radunando truppe e distruggendo o deviando le fonti d'acqua che si trovavano lungo la strada per la città. Unur cercò aiuto dai governanti zengidi di Aleppo e Mosul (normalmente suoi rivali), tuttavia le truppe di questi Stati non arrivarono in tempo per prendere parte ai combattimenti fuori Damasco. È quasi certo che i governanti dei zengidi avessero ritardato volontariamente l'invio delle loro truppe nella speranza che il loro rivale Unur potesse perdere la sua città in favore dei crociati.

### Concilio di Acri
La nobiltà di Gerusalemme accolse l'arrivo delle truppe provenienti dall'Europa e venne annunciato un concilio dove si sarebbe dovuto decidere quale fosse il miglior obiettivo per i crociati. Ciò avvenne il 24 giugno 1148, quando l'Alta corte di Gerusalemme si incontrò con i crociati recentemente arrivati dall'Europa presso Palmarea, nei pressi di Acri, una grande città facente parte del Regno di Gerusalemme; fu la più ampia assemblea di nobili nella storia di Gerusalemme. La seconda crociata venne proclamata per riconquistare Edessa, ma a Gerusalemme re Baldovino III e i cavalieri templari miravano a Damasco. Anche Corrado III e Luigi VII furono persuasi della necessità di attaccare Damasco, sebbene molti dei nobili di Gerusalemme (e anche alcuni storici moderni) considerassero insensato un tale piano, visto che la dinastia buride locale, per quanto musulmana, era alleata con i crociati e fortemente intenzionata a fronteggiare la minaccia rappresentata dalla dinastia zengide.
Tuttavia l'importanza strategica di Damasco per l'Outremer fu tutta nella sua collocazione lungo la sua frontiera orientale, nelle sue terre fertili circostanti e nella sua capacità di impedire che si saldasse il cerchio anti-crociato da parte delle forze musulmane ostili. Così, alla metà di luglio, gli eserciti crociati si riunirono a Tiberiade e presero la strada per Damasco passando da Baniyas. Si ritiene che i franchi potessero contare sul più numeroso esercito mai messo a disposizione fino ad allora.

### Assedio di Damasco

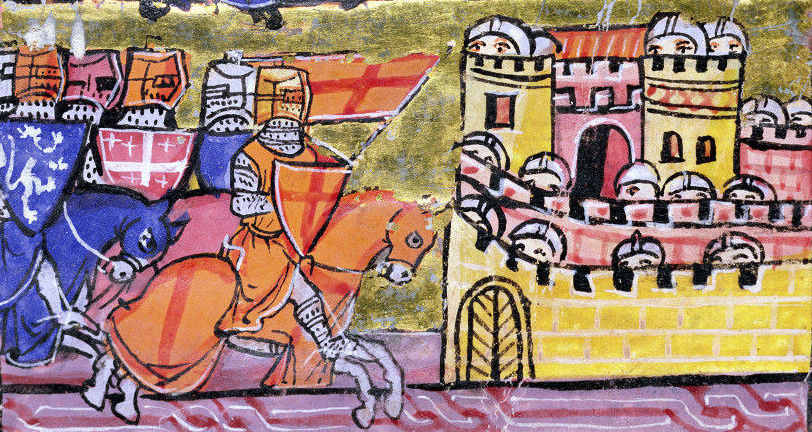
Assedio di Damasco

I crociati decisero di attaccare Damasco da ovest, dove la presenza di frutteti avrebbe garantito una costante fornitura di cibo. Pertanto, il 23 luglio fecero il loro arrivo a Darayya. Il giorno seguente i musulmani contrattaccarono con forza l'esercito cristiano che avanzava attraverso i frutteti. Gli assediati trovarono l'aiuto di Saif ad-Din Ghazi I di Mosul e Norandino di Aleppo, quest'ultimo guidò personalmente uno dei tanti attacchi al campo crociato.
Secondo Guglielmo di Tiro il 27 luglio i crociati decisero di proseguire verso la pianura posta sul lato orientale della città, considerata meno fortificata, ma anche priva della possibilità di approvvigionarsi di cibo e acqua. Intanto Norandino e Saif ad-Din giunsero a difesa della città e per i crociati non fu più possibile fare ritorno alla loro posizione migliore. Vista la difficile situazione, intrappolati tra le mura che non riuscivano a infrangere e gli eserciti musulmani, i signori crociati locali si rifiutarono di continuare con l'assedio e i tre re non ebbero davanti a sé altra scelta che abbandonare la città e l'assedio. Il primo a ripiegare fu Corrado che fece ritorno a Gerusalemme il 28 luglio. Anche la ritirata non fu facile in quanto per tutto il tragitto vennero seguiti da arcieri turchi che li aggredirono frequentemente.

## Conseguenze

Il mondo mediterraneo dopo la seconda crociata nel 1173

Ciascuna delle forze cristiane si sentì tradita dall'altra. Venne ideato un nuovo piano per attaccare Ascalona e Corrado iniziò a radunare le sue truppe; tuttavia, non gli arrivò alcun aiuto a causa della ormai perdita di fiducia nell'impresa scaturita dal fallito assedio. Questa reciproca diffidenza influì profondamente per un'intera generazione nella rovina dei regni cristiani in Terra Santa. Dopo avere abbandonato Ascalona Corrado fece ritorno a Costantinopoli per tentare di allargare la sua alleanza con Manuele; Luigi rimase a Gerusalemme fino al 1149. La disfatta si ripercosse anche sul matrimonio tra Luigi ed Eleonora che andò in frantumi durante la crociata, tanto che i due regnanti di Francia fecero ritorno, nell'aprile del 1149, nelle loro terre su navi diverse.
Bernardo di Chiaravalle si sentì umiliato dal fallimento della crociata e considerò un suo preciso dovere inviare una lettera di scuse al papa, uno scritto che in seguito inserirà nella seconda parte del suo Libro di riflessione. In esso spiegò come la condotta incapace dei baroni fu la causa della loro disgrazia e dei loro fallimenti. In seguito, tentò invano di predicare una nuova crociata dissociandosi dal precedente fallimento, dichiarandosi sempre convinto di essersi fatto «interprete della volontà di Dio».
In Germania la crociata fallita venne vista come un evento molto disastroso e molti monaci asserirono che solo l'opera del diavolo sarebbe stata capace di provocare ciò. Un anonimo monaco autore della cronaca Annales Herbipolenses, racconta che per decenni le nobili famiglie tedesche dovettero pagare riscatti per liberare i propri congiunti cavalieri catturati in Anatolia. Gli altri soldati e gli aiutanti di campo che furono fatti prigionieri non ebbero la stessa fortuna, in quanto finirono per essere venduti come schiavi dai turchi. Nonostante la diffusa riluttanza riguardo al mantenere memoria dell'infelice spedizione essa ebbe comunque un notevole impatto sulla letteratura tedesca del tempo, tanto che molte poesie epiche del tardo XII secolo raccontano scene di battaglie chiaramente ispirate dai combattimenti avvenuti durante la seconda crociata.
In Francia l'impatto culturale della seconda crociata fu ancora maggiore; molti trovatori rimasero affascinati dalla presunta storia d'amore tra Eleonora e Raimondo, e ciò contribuì a ispirare temi riguardanti l'amor cortese. A differenza di Corrado l'immagine di Luigi beneficò dalla crociata in quanto molti dei suoi sudditi lo videro come un re pellegrino sofferente che accettò in silenzio le punizioni inferte da Dio.
Le relazioni tra l'impero romano d'oriente e la Francia furono gravemente compromesse dall'esito della crociata. Luigi e gli altri condottieri francesi accusarono apertamente l'imperatore Manuele I di avere favorito gli attacchi turchi subiti durante la marcia attraverso l'Asia Minore. All'interno dell'impero, invece, la crociata fu ricordata come un capolavoro della diplomazia. Nell'elogio per l'imperatore Manuele pronunciato dell'arcivescovo Eustazio di Tessalonica venne dichiarato:
La crociata vendica ottenne risultati contrastanti. Mentre i sassoni poterono affermare il loro possesso di Wagria e Polabia i pagani mantennero il controllo delle terre Odobrite a est di Lubecca. I sassoni ricevettero, inoltre, il tributo dal capo Niklot, che permise di colonizzare la Diocesi di Havelberg e di liberare alcuni prigionieri danesi. Tuttavia i comandanti cristiani nutrirono ingenti sospetti tra di loro e si accusarono reciprocamente di sabotare la campagna.
Nella penisola iberica le campagne di Spagna, insieme all'assedio di Lisbona, furono alcune delle poche vittorie ottenute dai cristiani nel corso della seconda crociata. Queste, tuttavia, si possono considerare come battaglie inserite in un più vasto contesto conosciuto come Reconquista, una serie di azioni militari conclusesi nel 1492 con la scacciata dei musulmani dalla penisola.
In Oriente, per i cristiani, la situazione si fece molto più critica. In Terra Santa la seconda crociata ebbe conseguenze a lungo termine disastrose che coinvolsero la stessa Gerusalemme. Nonostante Baldovino III avesse esteso l'influenza cristiana in Egitto, le relazioni con l'Impero bizantino erano oramai compromesse e dall'Europa si potevano contare scarsissimi rinforzi. Nel 1171 Saladino, nipote di uno dei generali di Nur ad-Din venne proclamato sultano d'Egitto, unendo sotto il suo unico comando Egitto e Siria e, di conseguenza, circondando completamente il regno crociato. Nel frattempo, nel 1180, con la morte dell'imperatore Manuele I si concluse l'alleanza con i bizantini. Nel 1187 Gerusalemme capitolò a Saladino. In seguito, le forze musulmane dilagarono a nord conquistando tutte le città, tranne le capitali degli Stati crociati, gettando le basi per la proclamazione della terza crociata.